# John McClure (producent)
John McClure, rodným jménem John Taylor McClure (28. června 1929 – 17. června 2014) byl americký hudební producent a zvukový inženýr. Studoval na New York University, ale školu nedokončil, neboť již v roce 1950 začal pracovat v koncertní síni Carnegie Hall a nedlouho poté se stal zaměstnancem hudebního vydavatelství Columbia Records. Během své kariéry spolupracoval s mnoha hudebníky, mezi které patří například Leonard Bernstein, Bruno Walter, Dave Brubeck nebo anglická rocková skupina Pink Floyd (podílel se na albu The Wall z roku 1979). Během své kariéry získal dvě ceny Grammy. Zemřel po krátké nemoci ve věku 84 let.